# Corydoras aurofrenatus
Corydoras aurofrenatus är en fiskart som beskrevs av Eigenmann och Kennedy, 1903. Corydoras aurofrenatus ingår i släktet Corydoras och familjen Callichthyidae. Inga underarter finns listade i Catalogue of Life.